# Francesco Gioli
Pour les articles homonymes, voir Gioli.
Francesco Gioli (San Frediano a Settimo, 29 juin 1846 - Florence, 4 janvier 1922) est un peintre italien de la seconde moitié du XIXe siècle et du début du XXe, qui, avec son frère Luigi, se rattache au courant artistique des Macchiaioli.

## Œuvres
- Carlo Emanuele di Savoia che scaccia l'ambasciatore spagnolo, exposé à Florence en 1868 et primé à Pistoia en 1869.
- Passa il viatico, primé à l'exposition universelle de Paris en 1878.
- Passa la Processione, exposé à Rome et Londres  1885 (médaillé Ai campi di giugno)
- Le boscaiole di San Rossore, 1887

## Sources
- (it) Cet article est partiellement ou en totalité issu de l’article de Wikipédia en italien intitulé « Francesco Gioli » (voir la liste des auteurs).